# Karel Emanuel Savojsko-Carignanský
Karel Emanuel Savojsko-Carignanský (24. října 1770 Turín – 16. srpna 1800 Paříž) byl savojským princem a pozdějším knížetem z Carignana v letech 1780 až 1800. Byl dědečkem Viktora Emanuela II., prvního krále sjednocené Itálie.

## Rodinný život
Narodil se jako syn Viktora Amadea II. Carignanského a Josefíny Lotrinské. Patřil do páté generace vedlejší carignanské větve savojského rodu. Tato větev vznikla v roce 1620 pro mladšího syna savojského vévody Karla Emanuela I., Tomáše Františka Savojského.
Karel Emanuel se 24. října 1797 v Turíně oženil s Marií Kristýnou Saskou, dcerou Karla Saského, vévody kuronského, který byl synem krále polského a saského kurfiřta Augusta III. Manželství Karla Emanuela s Marií Kristýnou trvalo jen tři roky a vzešly z něho dvě děti.

## Politické a vojenské působení
Karel Emanuel bojoval proti První Francouzské republice ve válce první koalice. Po abdikaci Karla Emanuela IV. Sardinského byl však s Francouzskou republikou uzavřen mír. Brzy poté se Karel Emanuel stal Francouzům podezřelým a byl uvězněn v turínské citadele. Odtud byl převezen do Dijonu a posléze byl francouzskou vládou internován v Chaillotu, tehdy na předměstíPaříže, kde 16. srpna 1800 zemřel. Pohřben byl v bazilice Superga na okraji Turína.

## Potomci
- Karel Albert Sardinský (2. října 1798 – 28. července 1849), vévoda savojský, piemontský a aostský, kníže carignanský, sardinsko-piemontský král od roku 1831 až do své smrti, ⚭ 1817 Marie Tereza Toskánská (21. března 1801 – 12. ledna 1855)
- Alžběta Savojská (13. dubna 1800 – 25. prosince 1856), ⚭ 1820 Rainer Josef Habsbursko-Lotrinský (30. září 1783 – 16. ledna 1853), ,ístodržící lombardsko-benátského království